# Sacerdote con canopo osiríaco
La estatua de sacerdote portando un jarrón canopo osiríaco es una antigua estatua egipcia de época romana, en granodiorita, representando a un joven sacerdote estrechamente envuelto en un manto procurando sujetar, presionándolo contra la mejilla, y con las manos cubiertas por el manto, un jarrón con cabeza humana comúnmente identificado con un jarrón canopo del dios egipcio Osiris.
La pieza fue descubierta en la costa suroeste de la isla sumergida de Antírrodos, en el curso de las excavaciones efectuadas entre 1996 y 2003 por el arqueólogo submarino Franck Goddio sobre el fondo del lecho marino de Alejandría, junto con cientos de otros objetos de diversa naturaleza (estatuas, monedas, estelas, vajilla y otros).

## Descripción
Se trata de un motivo iconográfico raro en territorio egipcio pero, paradójicamente, más común fuera del país, por ejemplo en los monumentos egipcios/egipcianizantes en Italia: estatuas similares son las dos en diorita, de 1,36 y 1,38 metros, una descubierta en Benevento y proveniente del importante Templo de Isis edificado en la ciudad bajo Domiciano (81–96 d. C.): y otra de la época de Adriano (117–138), ambas representan un sacerdote andando, envuelto en un amplio manto con que cubre las manos con las cuales estrecha contra sí un jarrón decorado con el disco solar y los ureos faraónicos. Además, procesiones de sacerdotes sujetando vasos canópicos entre las manos veladas se ven en el Iseón campense de Roma.

### Jarrón
Un jarrón rematado por una cabeza humana era la más común representación del dios local de Canopo (la actual Abukir, la egipcia Peguti), Osiris, como refiere el escritor cristiano del siglo IV Tiranio Rufino. Los anticuarios del siglo XVIII extendieron los términos "canopo, canópico" a los jarrones egipcios con tapas en forma de cabezas en las cuales los antiguos embalsamadores egipcios guardaban los órganos internos de los difuntos momificados; el término, aunque inapropiado, nunca fue reemplazado. Se trata pues de una estatua representando a un joven sacerdote que transporta el ídolo del dios durante una procesión o una liturgia.

### Sacerdote
El rostro del sacerdote es juvenil y su cabeza, totalmente rasurada: de hecho, todos los sacerdotes y sacerdotisas de la religión egipcia debían llevarla así, y también en los templos fundados por el mundo grecorromano, se seguía requiriendo la milenaria obligación del rasurado total de cabeza y rostro. En la frente, se aprecia una profunda línea horizontal pero no en las sienes: no se trata de una cinta o cordón, sino de una arruga simbolizando la severidad del cargo sacerdotal y no la edad madura del sujeto, cuyo aspecto es claramente juvenil.